# Rusa
Rusa — рід оленів з південної Азії. Традиційно їх включали до Cervus, і генетичні дані свідчать про те, що це може бути більш доцільним, ніж їх теперішнє розміщення в окремому роду.
Три з чотирьох видів мають відносно невелике поширення на Філіппінах та в Індонезії, але самбар більш поширений, починаючи від Індії на схід і північ до Китаю та на південь до Великих Зонд. Усім цим загрожує втрата середовища існування та полювання на їхніх рідних ареалах, але три з видів також були інтродуковані в інших місцях.
- Rusa alfredi (P. L. Sclater, 1870) — Філіппіни
- Rusa marianna (Desmarest, 1822) — Філіппіни
- Rusa timorensis (de Blainville, 1822) — Індонезія, Східний Тимор
- Rusa unicolor (Kerr, 1792) — Індія, Непал, Бутан, Бангладеш, Шрі-Ланка, Китай, Тайвань, М'янма, Таїланд, Лаос, В'єтнам, Камбоджа, Малайзія, Індонезія, Бруней